# كلامار
كلامار (بالفرنسية: Clamart) هي بلدية في جنوب غرب ضواحي باريس، فرنسا. تقع على بعد 8.7 كم (5.4 ميل) من وسط العاصمة باريس. في عام 2008 كان عدد سكانها 51,407 نسمة.

## مدن متوأمة
- لونبورغ، ألمانيا منذ 1975
- سكانثورب، المملكة المتحدة منذ 1976
- ماخاداهوندا، إسبانيا منذ 1988
- أرتاشات، أرمينيا منذ 2003
- بيناماكور، البرتغال منذ 2006

## أعلام
- اليك جورجين
- يان كيربوريو
- ميشيل أندريه
- جان شارل كاستيليتو
- بيار موروا
- نيقولا بيرديائيف
- هارولد كاي
- باول كولن
- جان باتيست روبن
- حاتم بن عرفة

## وصلات خارجية
- الموقع الرسمي نسخة محفوظة 21 مايو 2007 على موقع واي باك مشين. (بالفرنسية)